# Володя Вилков
Володя Вилков (рум. Volodea Vâlcov; нар. 1 січня 1916, Болград, Бессарабська губернія, Російська імперія — пом. 1 січня 1952) — румунський футболіст і тренер, нападник, брат Колі та Петі Вилкова.

## Життєпис
Разом зі своїми братами заснував одну з найуспішніших команд міжвоєнного бессарабського футболу, «Міхай Вітязул» (Кишинів). 5 разів вигравали титул чемпіона Румунії з «Венусом» (Бухарест) у 1932, 1934, 1937, 1939 та 1940 роках. Помер від туберкульозу. Був головним тренером збірної в матчі проти Єгипту.